# 黃榦墓
黃榦墓，位于中国福建省福州市晋安区岭头乡江南竹村，为一个省级文物保护单位，类型为古墓葬，为第五批福建省文物保护单位，公布时间为2001年1月20日。
黃榦墓的历史年代为南宋，墓主黃榦是理学家朱熹的学生。